# Tvrđava sv. Mihovila u Prekom
Tvrđava sv. Mihovila nalazi na istoimenom brdu sjeverozapadno od mjesta Preko na otoku Ugljanu.
Prvi poznati podatci o tvrđavi vežu se uz benediktinski samostan sv. Mihovila iz kraja 11. ili prve polovine 12. stoljeća. Sagrađen je kao podružnica zadarskog benediktinskog samostana sv. Krševana, a s vremenom je postao samostalan. U njegovu su posjedu bile zemlje na Ugljanu s crkvom sv. Petra u Poljani, zemljišta na otoku Ižu i kopnu te u Zadru kuća s hospicijem (pored crkve sv. Antuna Opata). Dominikanci su ga preuzeli 1570. O njegovu se izgledu ne zna gotovo ništa osim izgleda crkve sv. Mihovila dokumentiranom na crtežima Franje Salghetti Driolija te na jednoj fotografiji.
Samu tvrđavu izgradili su Mlečani 1202. godine nakon osvajanja i rušenja Zadra. Tlocrt tvrđave je nepravilna trapezastog oblika prateći oblik vrha brda. Na južnoj strani približno ravni zidni plaštevi-kortine pojačani su pravokutnim ugaonim kulama i bastionom na sjeveroistočnom uglu. Velika donžon-kula je blizu sjevernih vrata srušena 1948. god, kao i ostaci srednjevjekovne crkve sv. Mihovila, koja se nalazila po sredini dvorišta. Tvrđava sv. Mihovila čiji je današnji oblik iz XIV st. sačuvana je do danas u impozantnim oblicima, i ona je najveće srednjevjekovno uporište u Dalmaciji, ako izuzmemo gradske zidine.

## Vanjske poveznice
- Kulturne znamenitosti  Arhivirana inačica izvorne stranice od 4. rujna 2022. (Wayback Machine) (Turistička zajednica Općine Preko)